# 新竹普天宮
新竹普天宮，是位於新竹市東區古奇峰風景區的關帝廟，通稱新竹古奇峰普天宮，由新竹市議會議長鄭再傳興建於1967年，1975年竣工落成舉行安座大典，廟頂高36公尺的關聖帝君坐像為全臺灣最高大的關聖帝君神像，乃竹塹八景中「古奇遠眺」的主要觀景建物。

## 源起

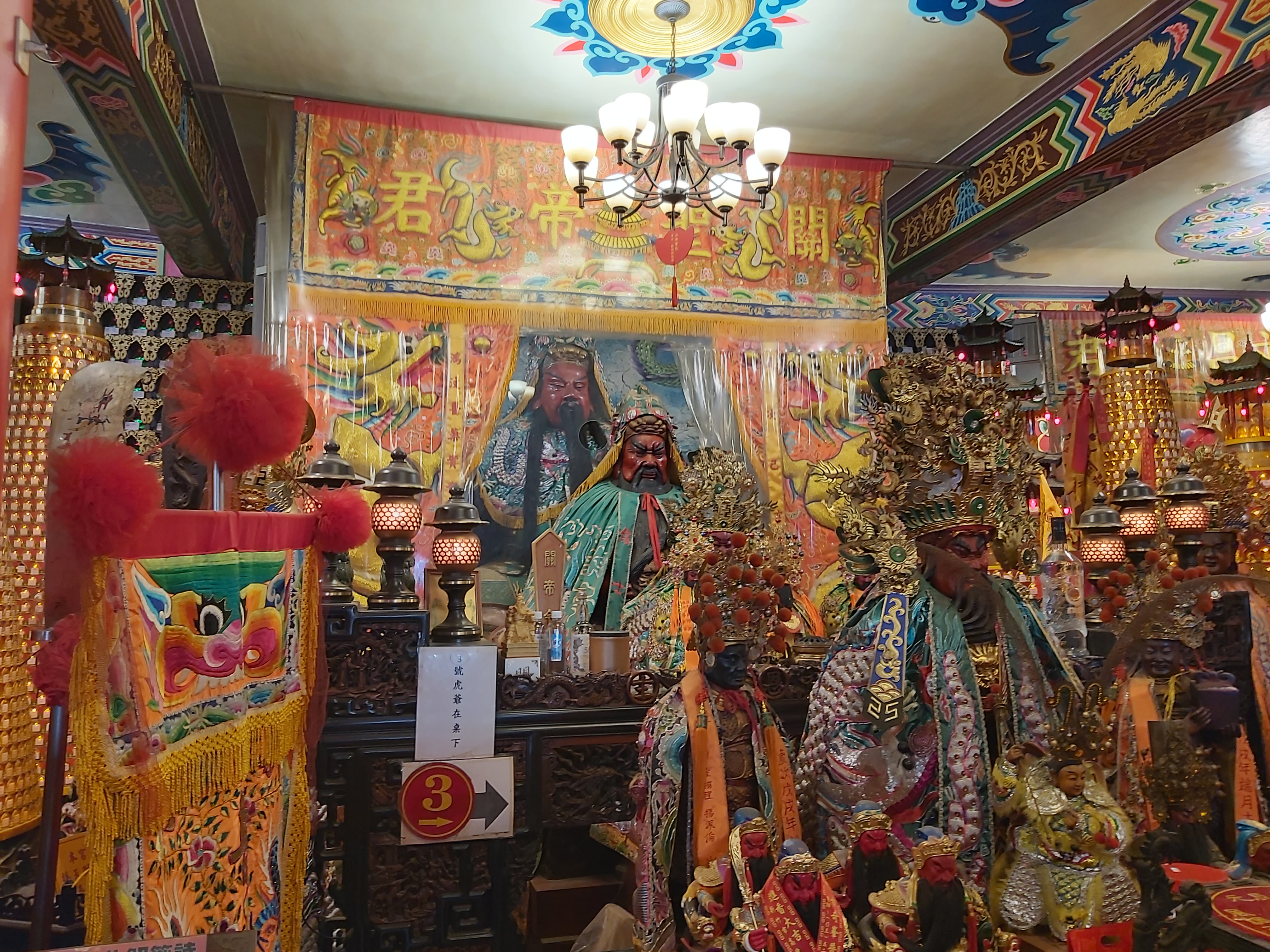
正殿關帝聖像

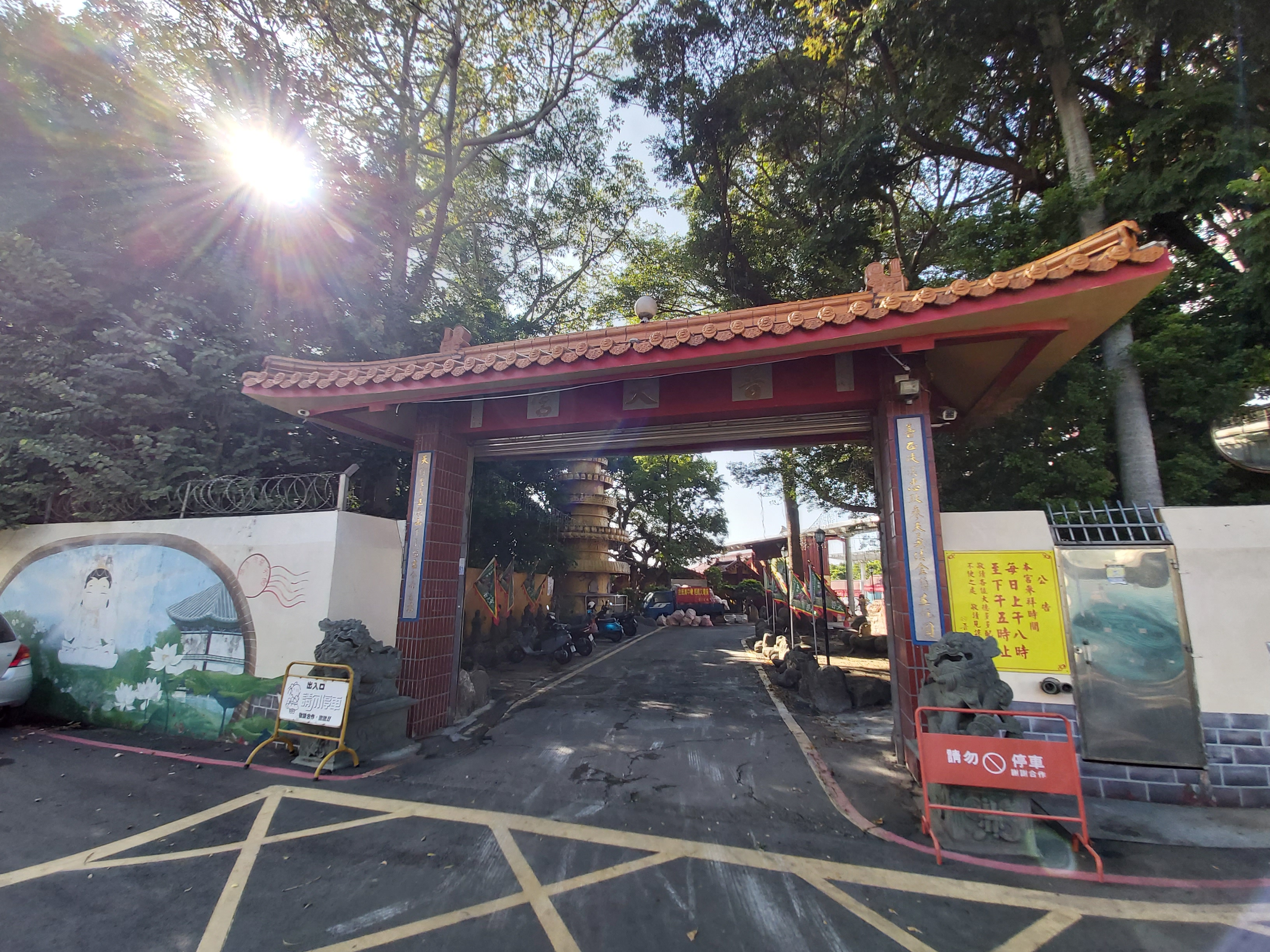
普天宮入口牌樓

1967年，時任新竹縣第七屆議員的鄭再傳與幾位親友赴高雄甲仙朝聖時受位於旗山區旗尾地方的五龍山鳳山寺濟公活佛巨像啟發，認為新竹也需要有一所具規模的信仰中心而發心獻地建廟，同時興建高120呎的巨型關聖帝君坐像，期間有賴於味全食品、南寶樹脂等企業捐助，於1975年舉行安座大典。
1973年普天宮成立「財團法人台灣省新竹市普天宮」管理廟務，1979年總統蔣經國蒞臨視察。普天宮樓高九層，每層樓都有不同的主題陳設，第一層為正殿，循階梯而上分別為「武聖關公歷史館」、各種佛像館、「二十四孝堂」、中日古董樓、日據時期風景展示、古代木眠床展示、四面佛及玉皇大帝，頂樓設有八掛。1985年增建普天城隍廟。

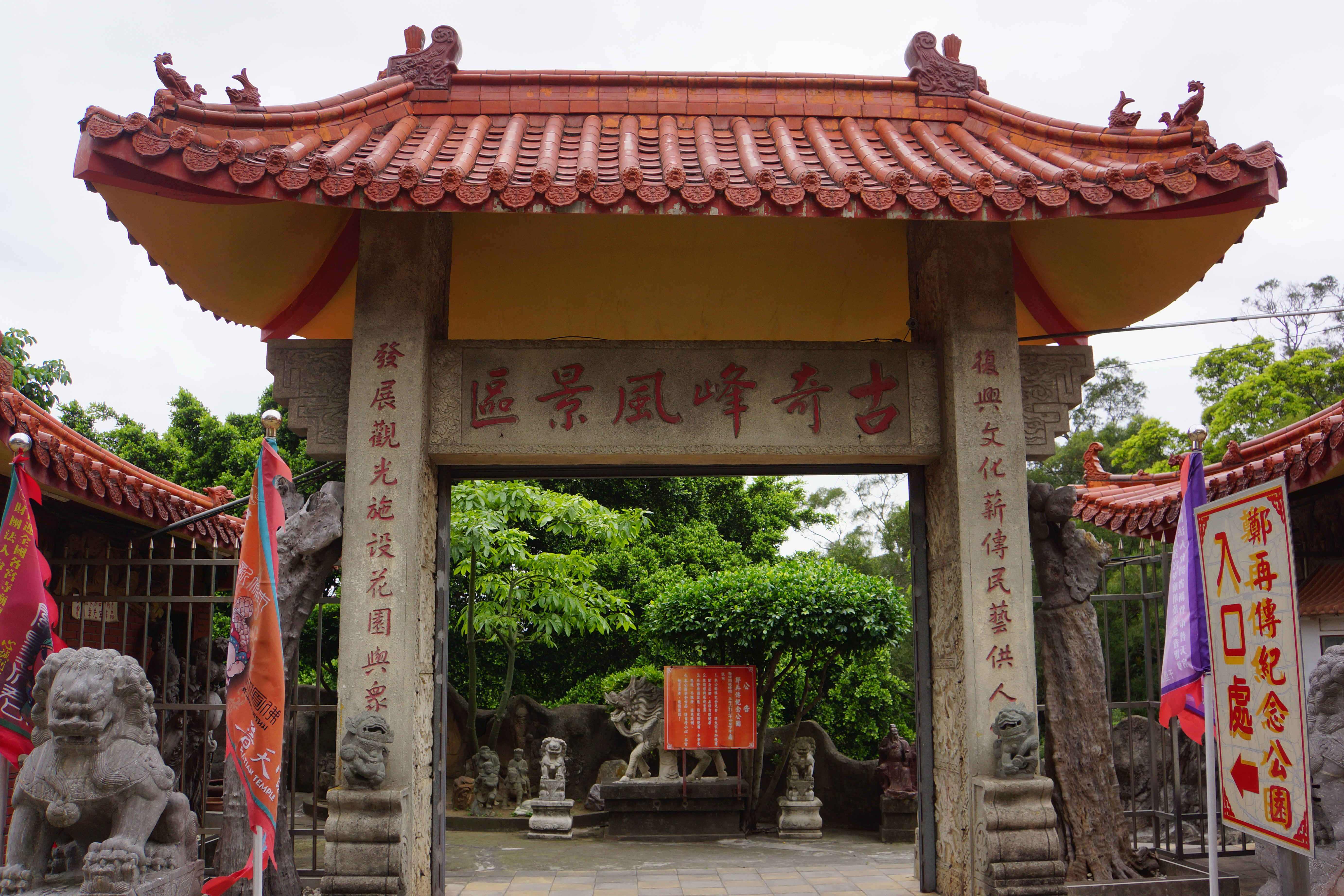
鄭再傳所規劃的古奇峰育樂園，目前更名為「鄭再傳紀念公園」
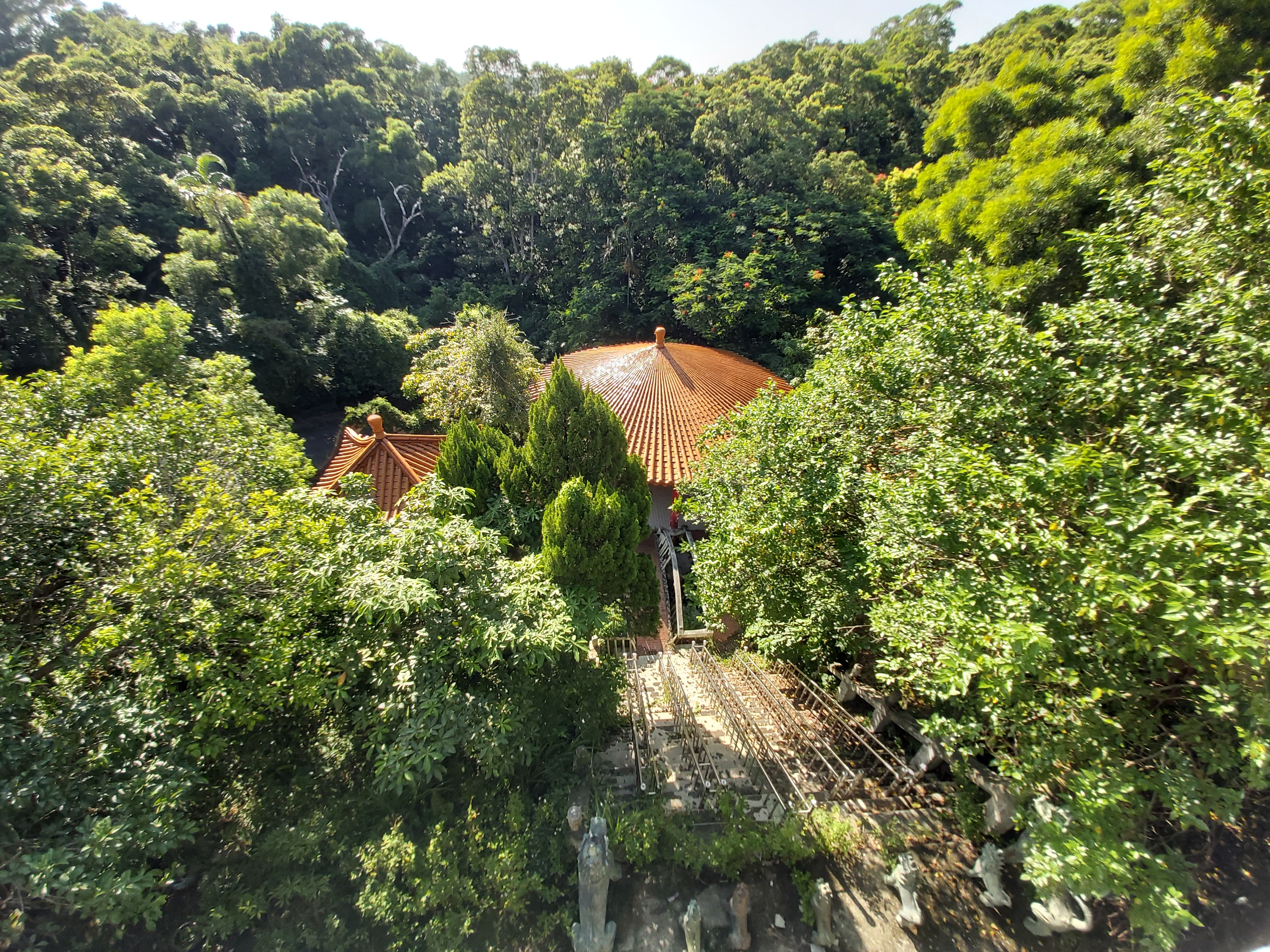
從新竹普天宮前廣場俯瞰的古奇峰育樂園園區全景

1995年，結合廟宇和觀光事業成立「古奇峰育樂園」，由「古奇峰觀光事業股份有限公司」經營，內有佛窟步道、西洋雕塑公園、神獸雕塑與木代石區，並附設民俗文物館典藏展示鄭再傳收藏之木雕與石雕藝品。
1998年，創辦人鄭再傳辭世，闢建「鄭再傳紀念館」並將古奇峰育樂園變更為紀念公園。同年臺灣開始實施週休二日，時任行政院院長蕭萬長於新制施行首日即前來普天宮參觀。
2000年成立「普天福德聚寶殿」。
2001年建立「普天月老星君廟」與四面佛公園。2003年，古奇峰觀光事業股份有限公司結束營業。

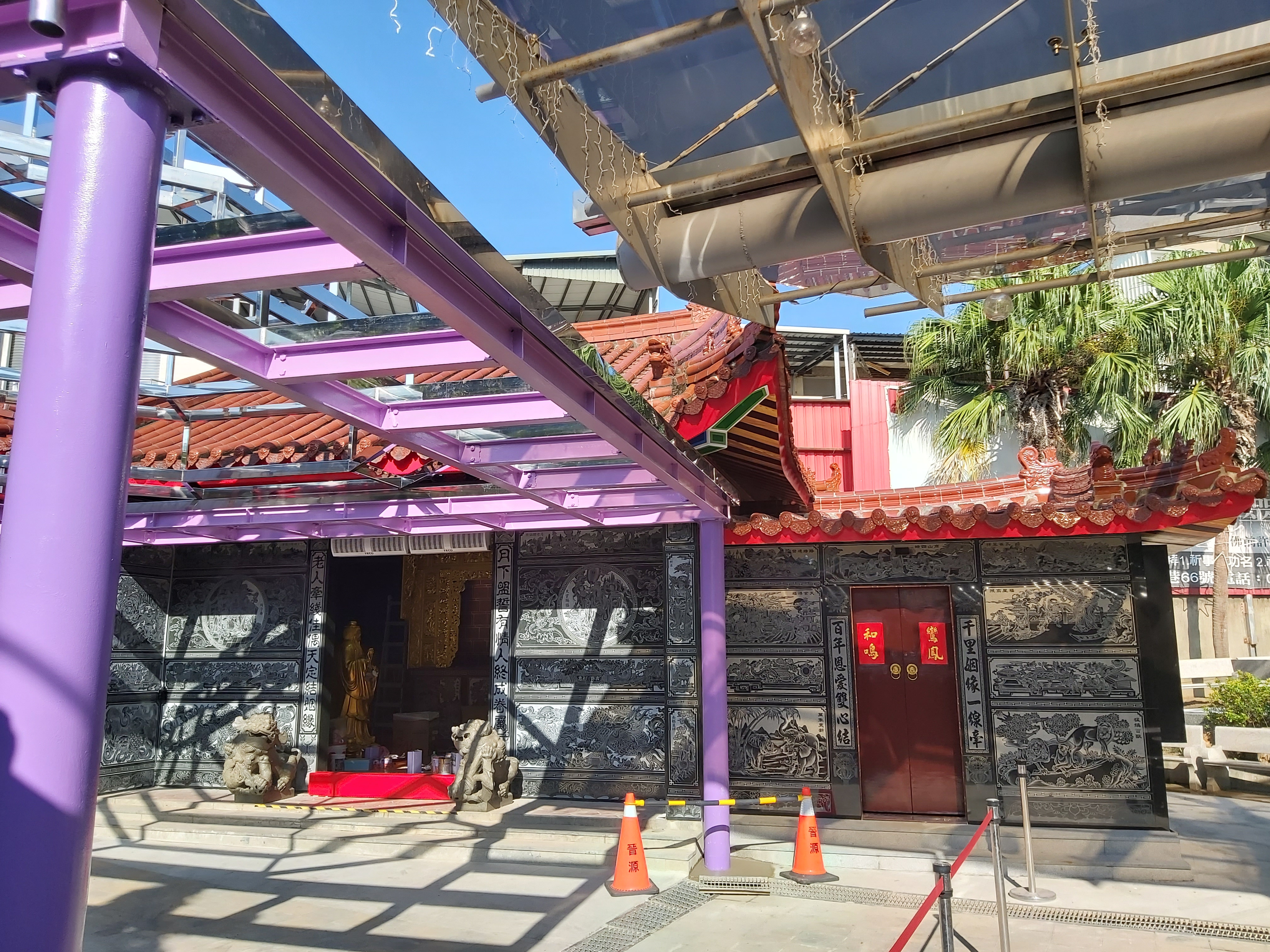
普天月老星君廟
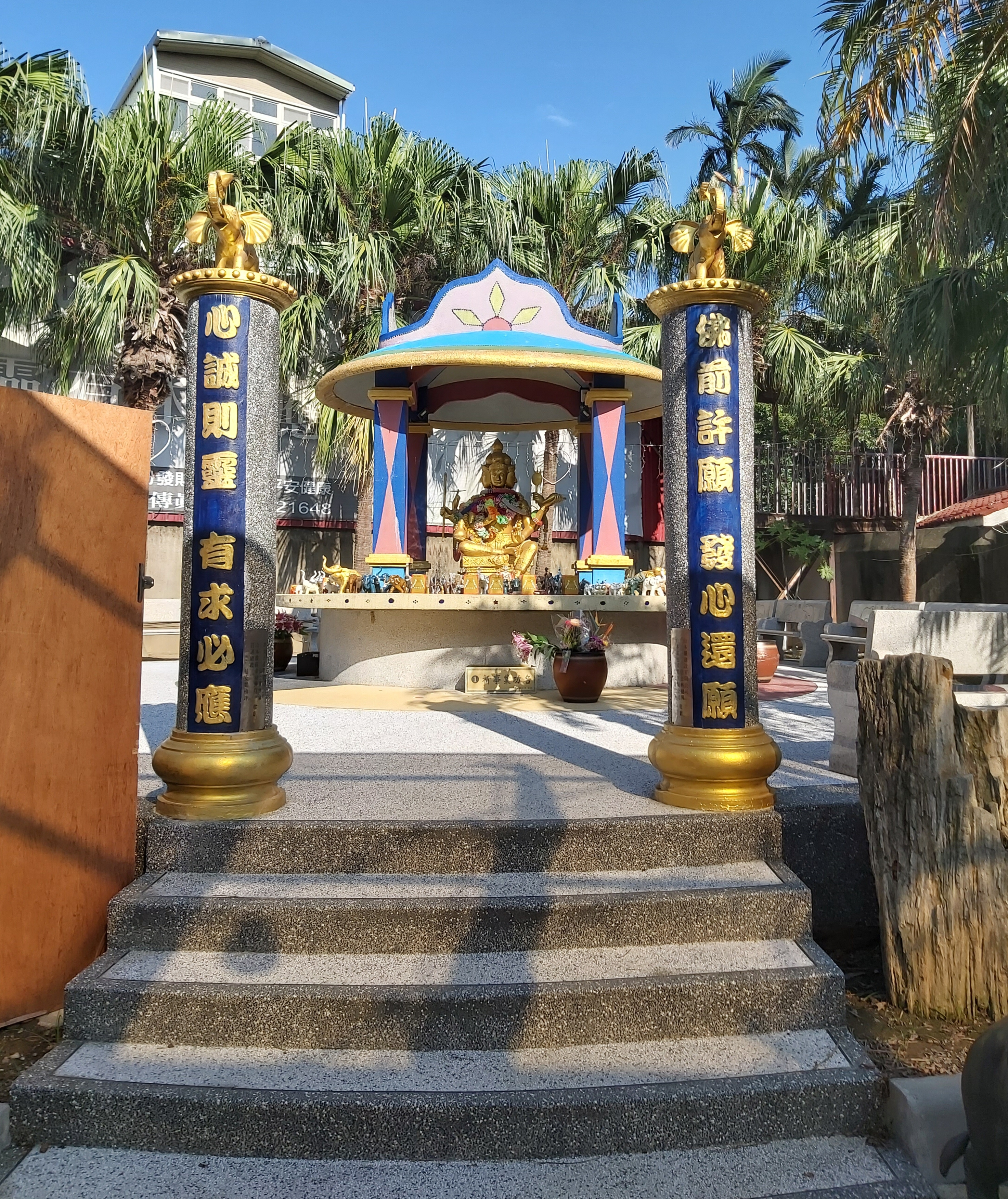
四面佛公園
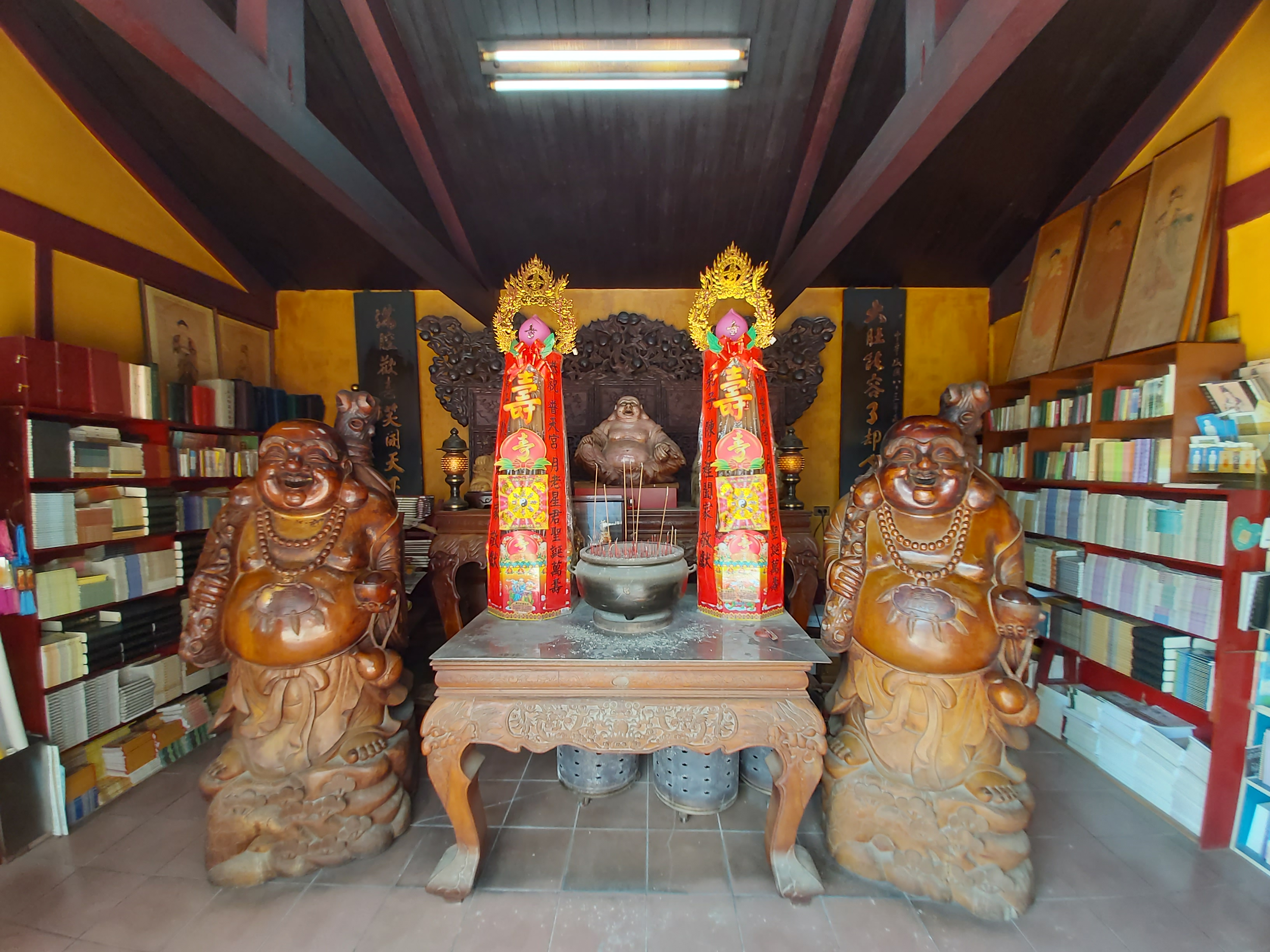
彌勒佛祖殿
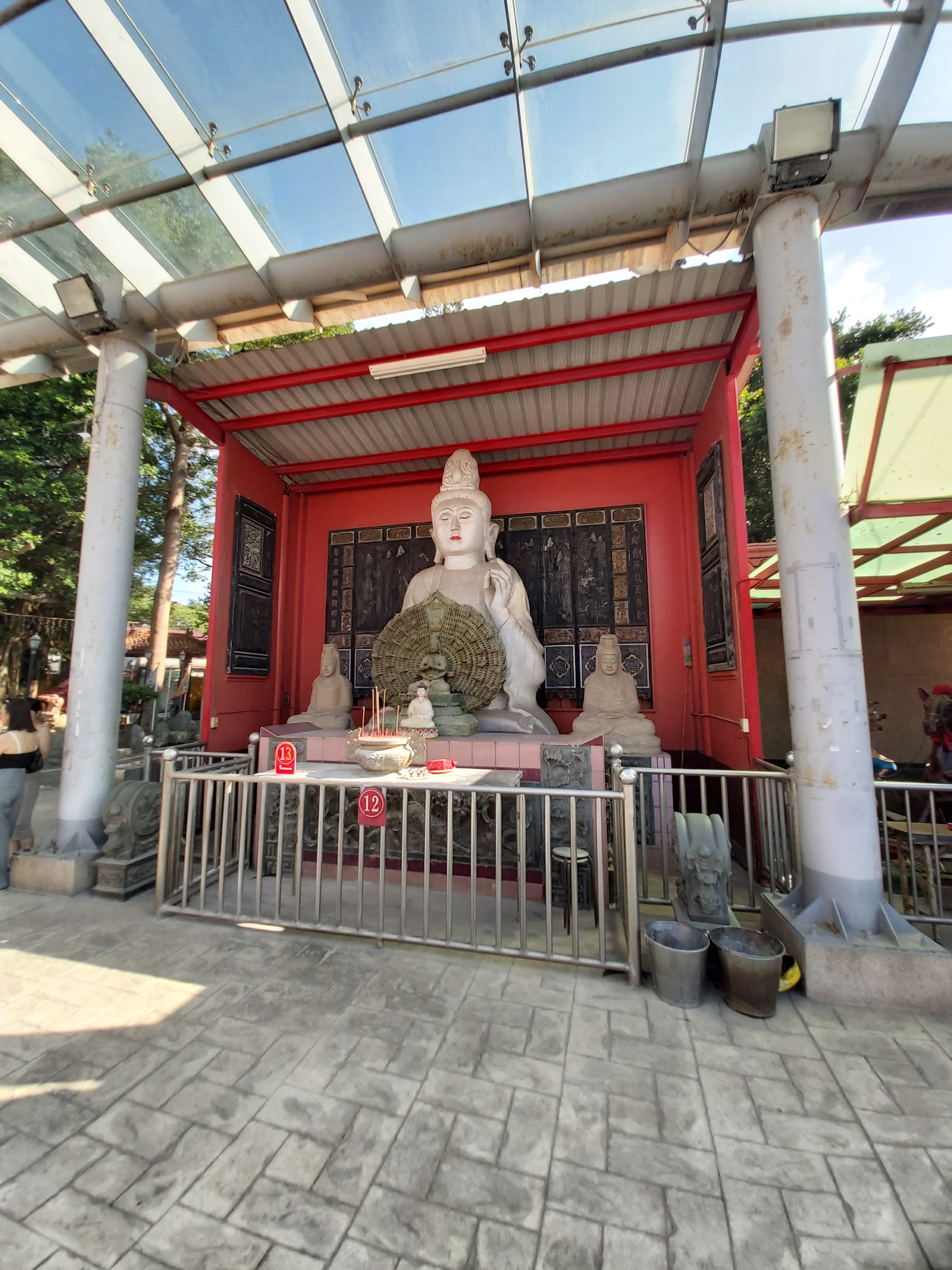
白玉觀音
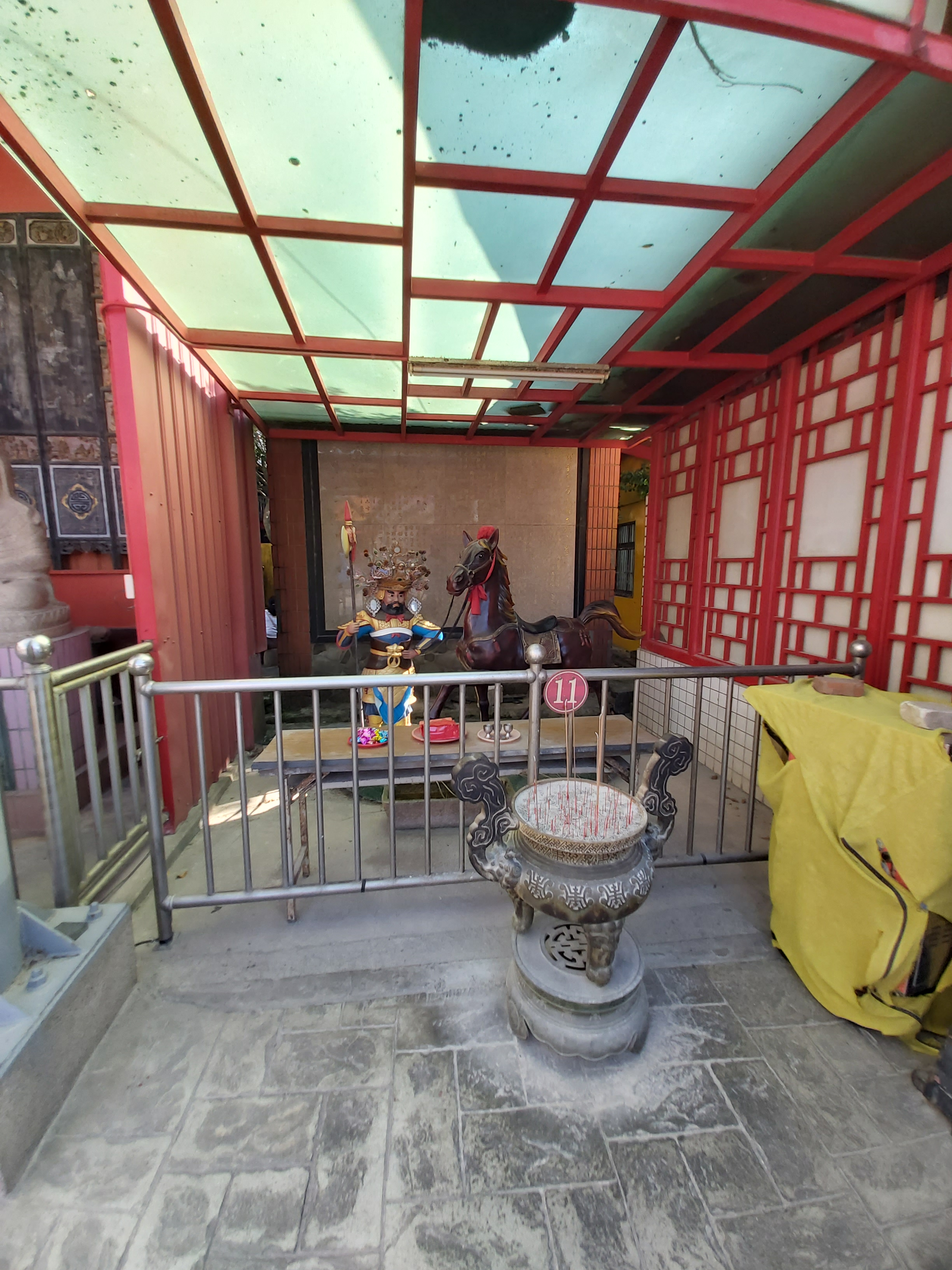
馬使爺
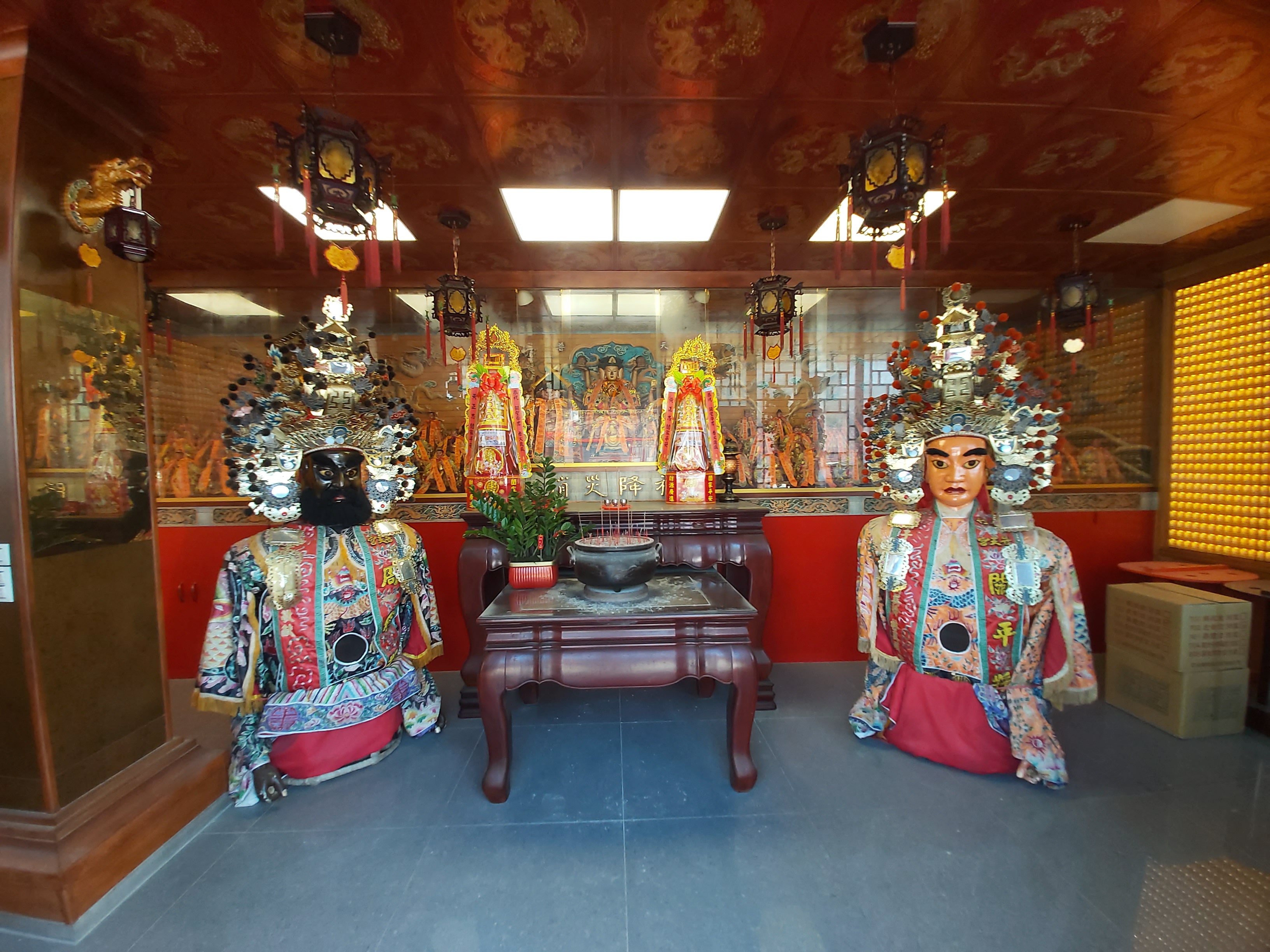
太歲星君殿

2005年增設太歲殿，於2008年改建為六十甲子「太歲星君殿」，同年新增馬使爺亭，並於該年10月舉辦全國首次「天賜良緣大法會」。因普天宮鄰近新竹科學園區，香客以公務員、業務員、竹科的工程師居多，據稱聯電董事長曹興誠與台積電創辦人張忠謀皆曾親自前往祈求公司業務昌盛、產線運作穩定。2022年7月，總統蔡英文前往參香。

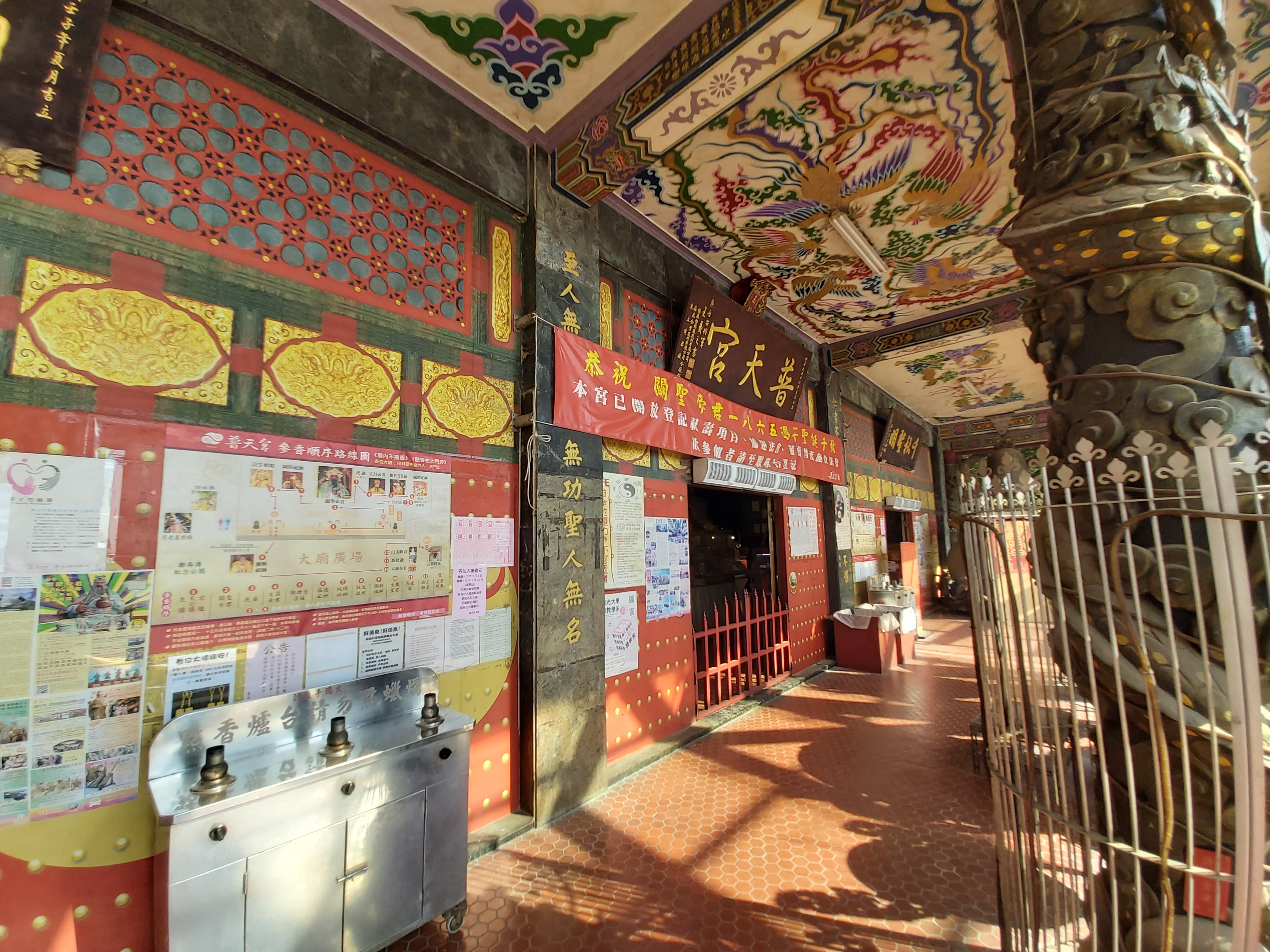
正殿外觀
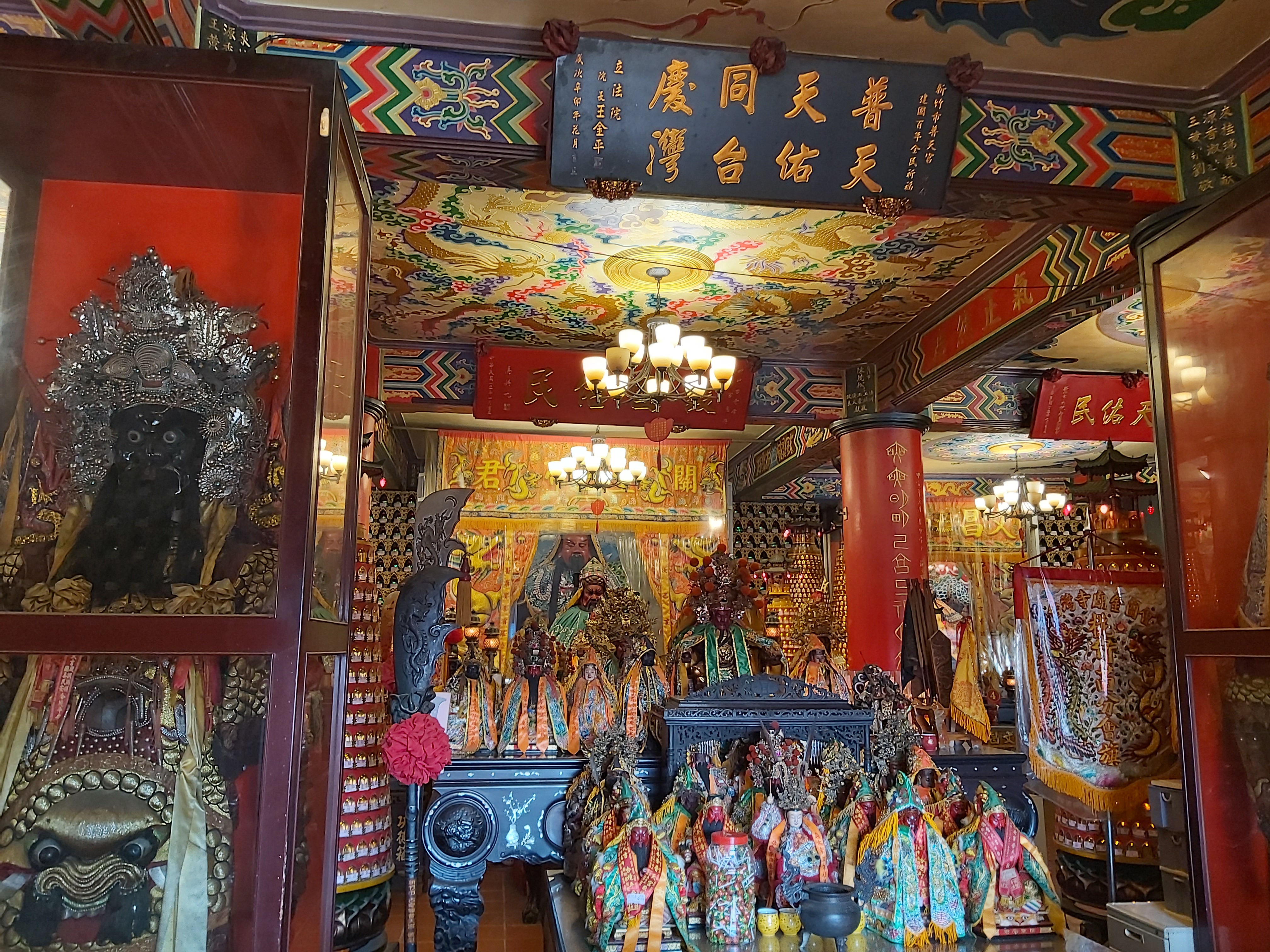
正殿室內
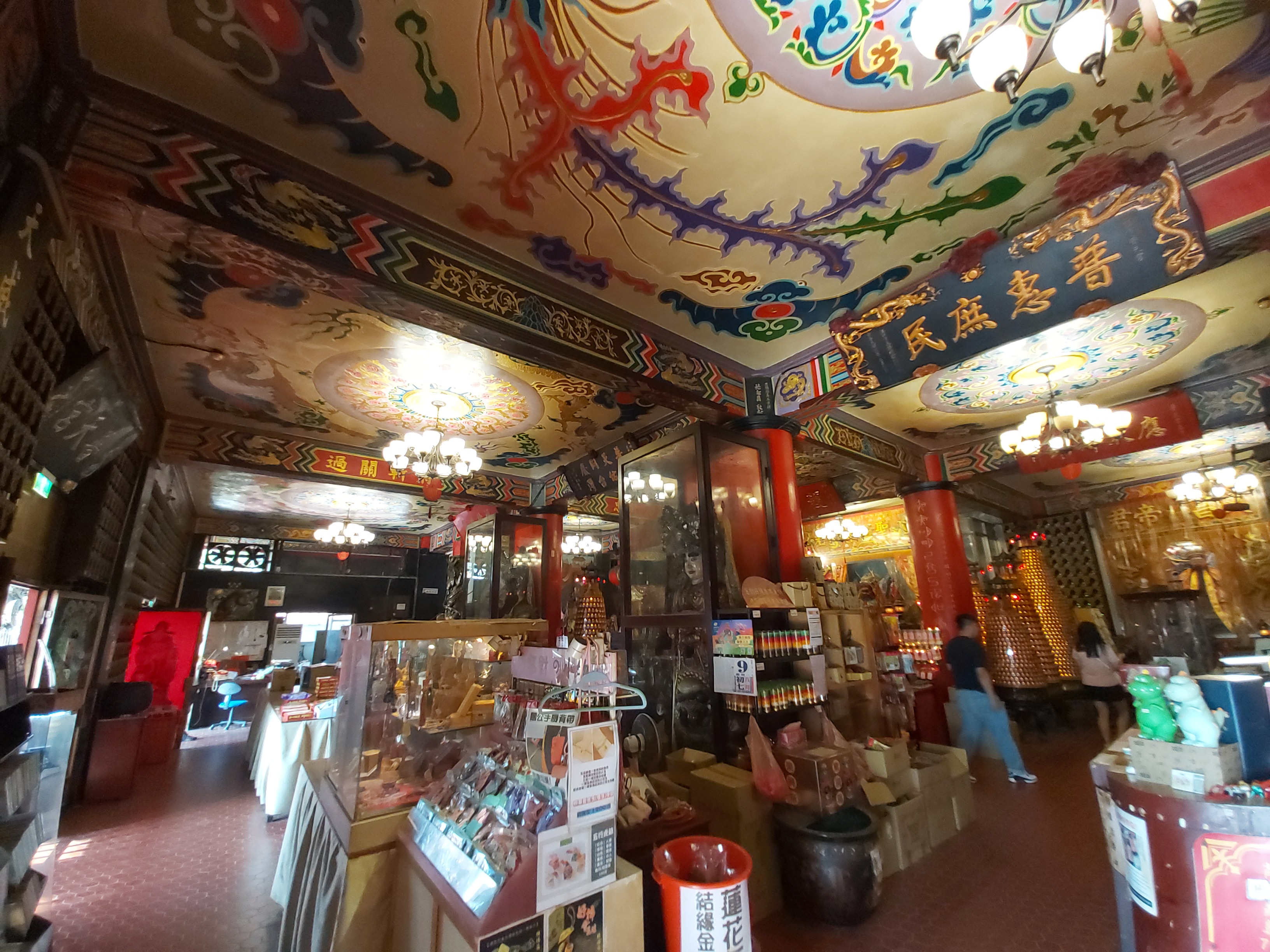
販賣部
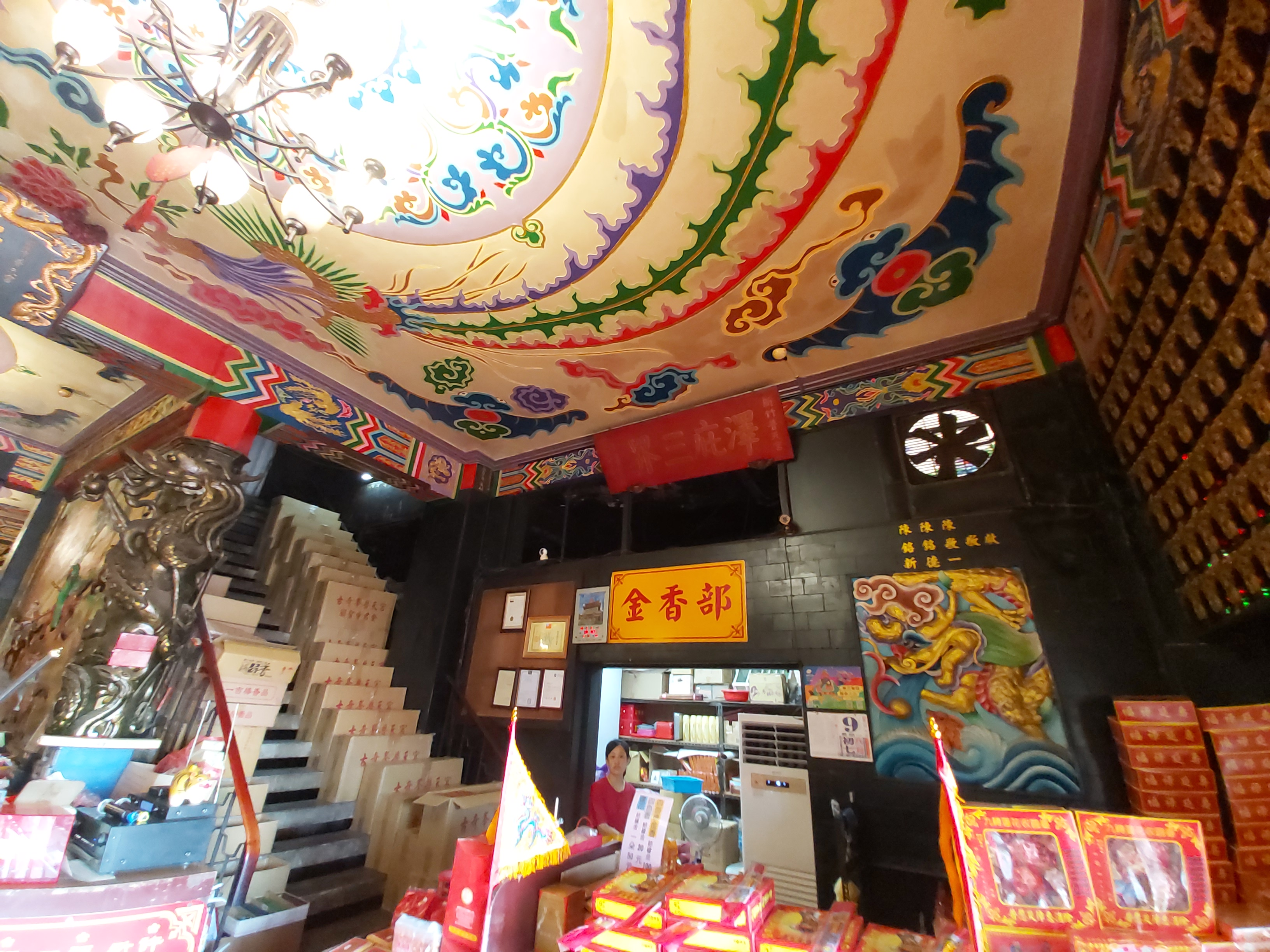
金香部

## 奉祀神祇
新竹普天宮主祀關聖帝君，另外配祀有普天月老星君、四面佛、文昌帝君、普天福德財神、註生娘娘、孚佑帝君以及觀世音菩薩、彌勒祖師、太歲星君、馬使爺、五營將軍、大虎爺公、白玉佛、城隍爺、地藏王菩薩、陰陽司公、釋迦牟尼佛、濟公與媽祖等台灣民間信仰諸神。

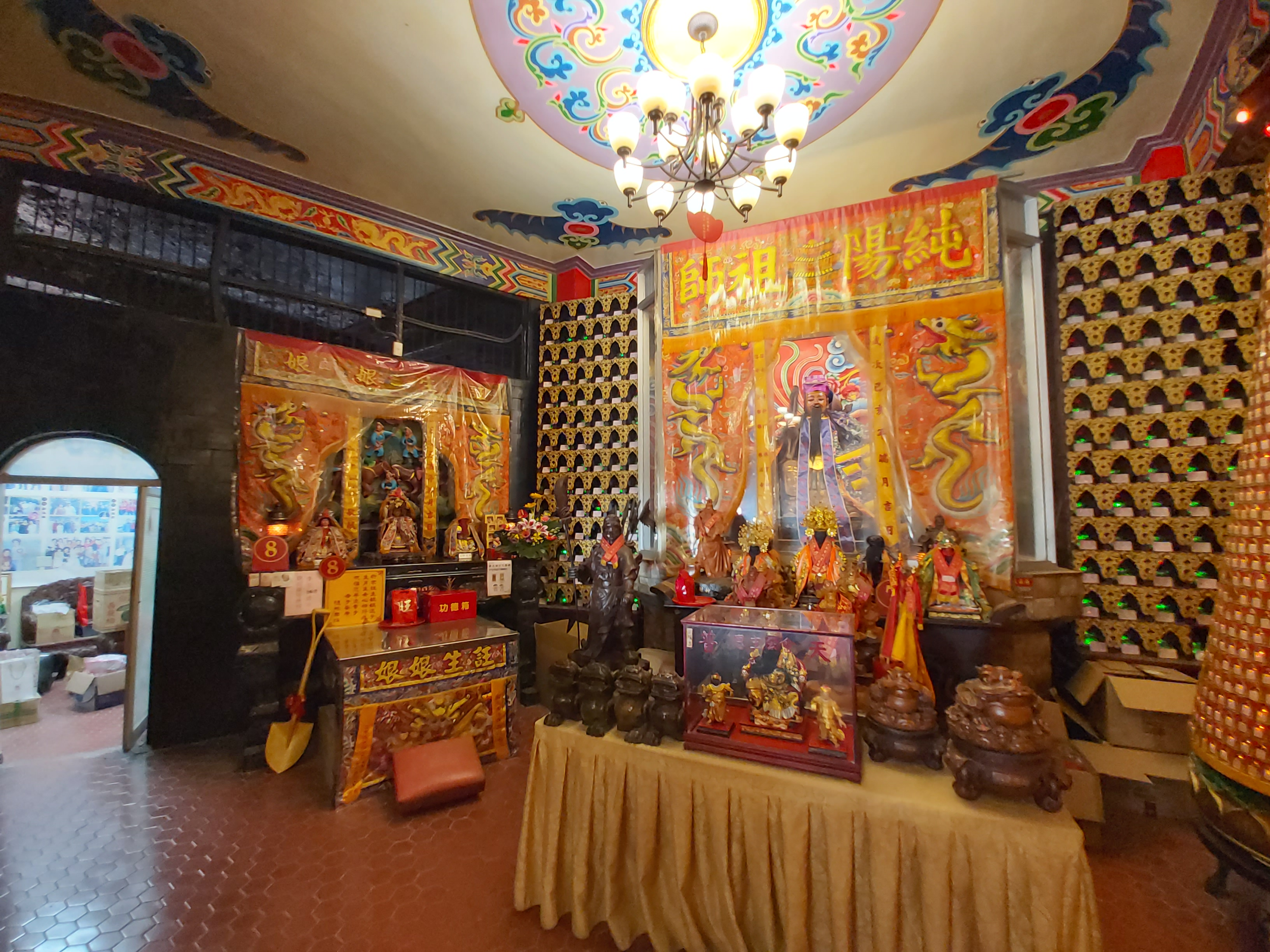
註生娘娘、純陽祖師
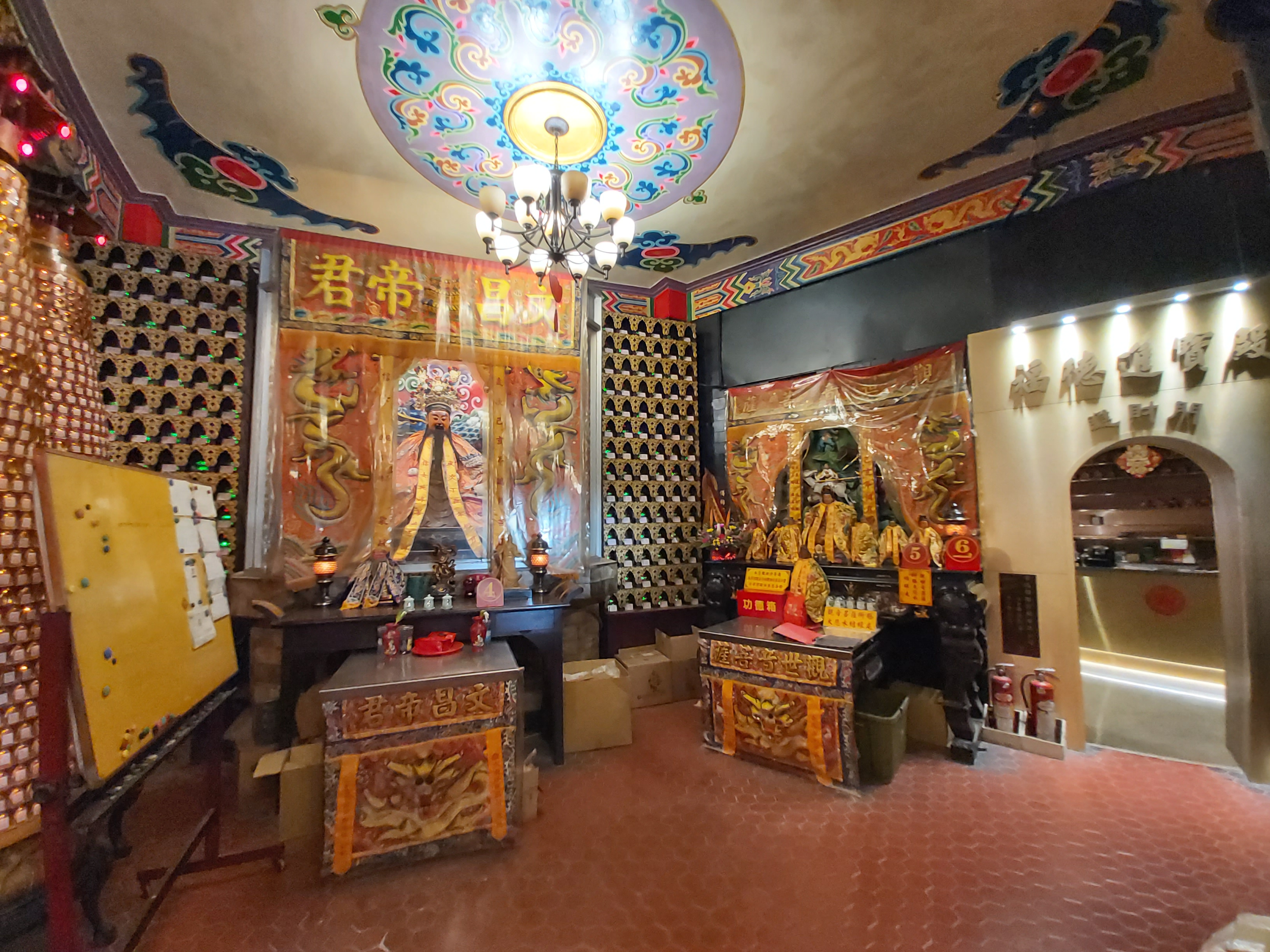
文昌帝君、觀世音菩薩
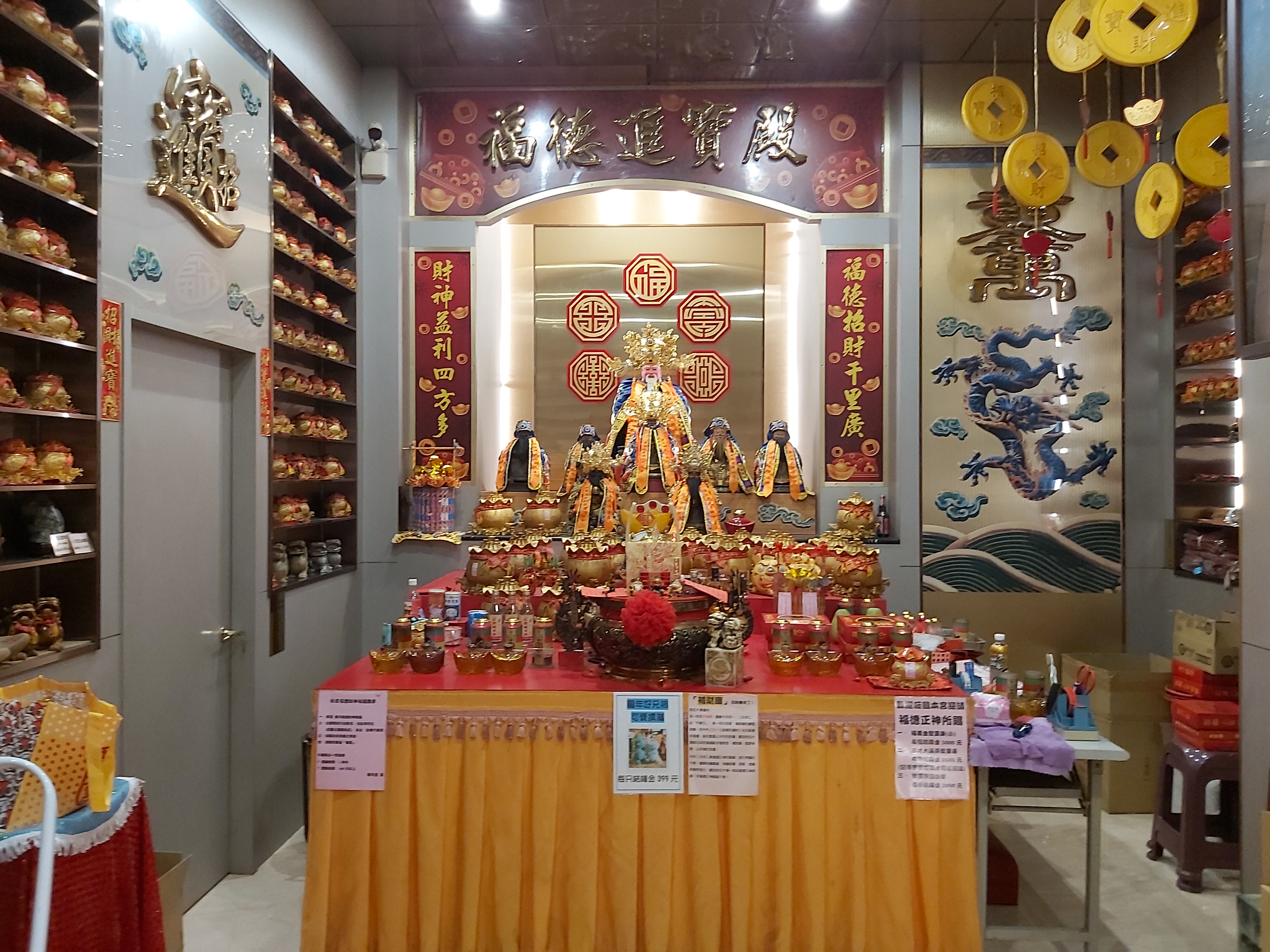
福德進寶殿
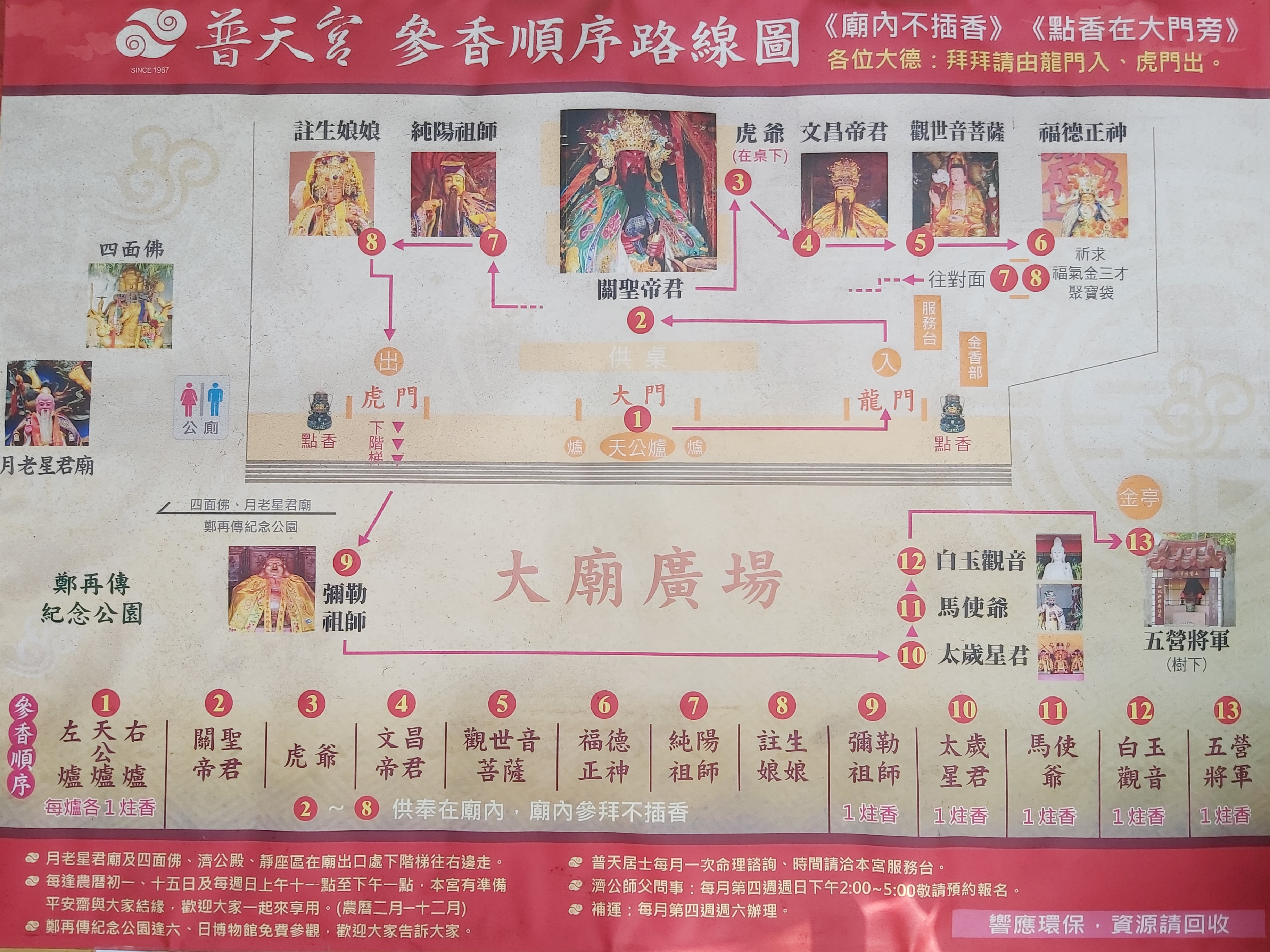
參香指引

## 外部連結
- 新竹市普天宮官網 （页面存档备份，存于）